# Torsten Hallman
Torsten Hallman (Uppsala, 17 ottobre 1939) è un pilota motociclistico svedese ritiratosi dall'attività agonistica, 4 volte campione del mondo di motocross.
Hallman fu uno dei piloti che rese popolare questa disciplina negli Stati Uniti d'America nella fine degli anni Sessanta.

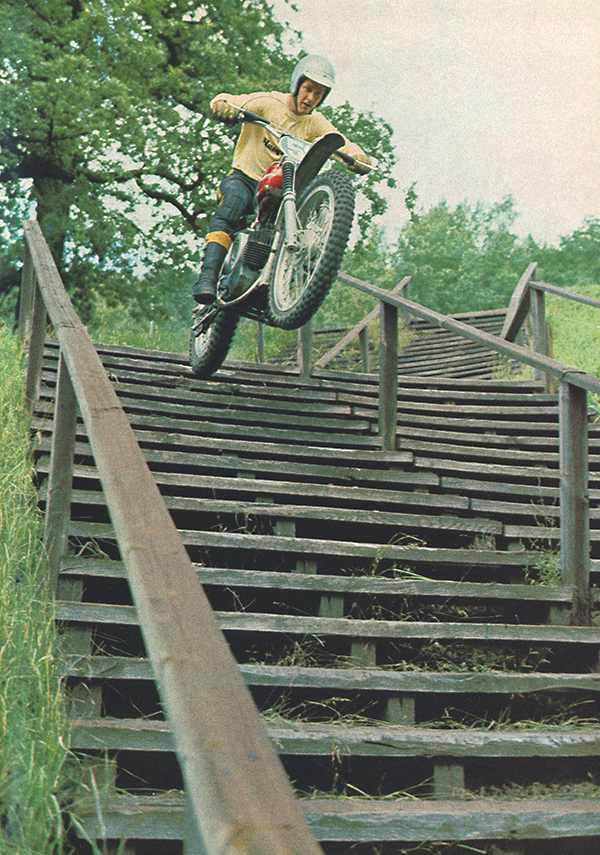
Tosten Hallman nel 1967

## Biografia
Nato ad Uppsala, in Svezia, Hallman faceva parte di un gruppo di motociclisti svedesi comprendente anche Bill Nilsson, Rolf Tibblin e Sten Lundin, che dominavano il mondo del motocross agli inizi degli anni sessanta. Forse uno dei migliori piloti svedesi, Hallman ha gareggiato nei campionati del mondo di motocross 250cc. Le sue battaglie in pista contro il pilota belga Joël Robert sono state considerate tra le migliori della storia del campionato. Hallman ha concluso la sua carriera con 37 vittorie nei singoli gran premi e 4 titoli mondiali di motocross 250cc per la casa motociclistica svedese Husqvarna.
Nel 1971 Hallman fu assunto dalla fabbrica Yamaha per aiutarli a sviluppare nuove moto da motocross. È stato determinante per la decisione della Yamaha di acquistare il brevetto per un'innovativa sospensione posteriore monoammortizzatore. Il design della sospensione ha aiutato Håkan Andersson a vincere il campionato mondiale di motocross 250cc nel 1973.
Conclusa la sua carriera agonistica, iniziò a vendere pantaloni e guanti da motocross; i prodotti da corsa Hallman erano disponibili nella metà degli anni '70 tramite catalogo e divennero molto popolari negli Stati Uniti. Questa popolarità ha portato alla creazione della THOR (Torsten Hallman Original Racewear). THOR è cresciuta fino a diventare una delle principali aziende di abbigliamento da corsa al mondo.
Nel 2000 Hallman è stato inserito nella AMA Motorcycle Hall of Fame.

## Risultati

### Campionato europeo di motocross
| Anno | Classe | Team      | Posizione |
| ---- | ------ | --------- | --------- |
| 1959 | 250cc  | Husqvarna | 9º        |
| 1960 | 250cc  | Husqvarna | 7º        |
| 1961 | 250cc  | Husqvarna | 4º        |

### Campionato mondiale di motocross
| Anno | Classe | Team      | Posizione |
| ---- | ------ | --------- | --------- |
| 1962 | 250cc  | Husqvarna | 1º        |
| 1963 | 250cc  | Husqvarna | 1º        |
| 1964 | 250cc  | Husqvarna | 2º        |
| 1965 | 250cc  | Husqvarna | 4º        |
| 1966 | 250cc  | Husqvarna | 1º        |
| 1967 | 250cc  | Husqvarna | 1º        |
| 1968 | 250cc  | Husqvarna | 2º        |
| 1969 | 250cc  | Husqvarna | 6º        |
| 1970 | 250cc  | Husqvarna | 11º       |
| 1971 | 250cc  | Yamaha    | 22º       |